# RetorikMagasinet
RetorikMagasinet er et populærvidenskabeligt dansk magasin om retorik og kommunikation. Indholdet spænder fra analyser, interviews og baggrundsartikler til anmeldelser og how-to-artikler. Artiklerne skrives af retorikere, forskere, undervisere og andre kommunikationsfolk. Udover de faste artikler indeholder hvert nummer et tema.

## Skribenter
Skribenterne er ofte uddannet i retorik, men også journalister, politikere og eksperter fra andre fagområder bidrager med artikler.
Eksempler på skribenter:
- Christian Kock, professor i retorik ved Københavns Universitet
- Henrik Dahl, sociolog, forfatter og samfundsdebattør
- Henrik Qvortrup, politisk redaktør på TV2 News
- Lars Bukdahl, anmelder på Weekendavisen